# 은여울중학교
은여울중학교(은여울中學校)는 대한민국 경기도 김포시 마산동에 있는 공립 중학교이다.

## 학교 연혁
- 2013년 3월 1일 : 은여울중학교 개교(3학급)
- 2013년 3월 4일 : 초대 전명자 교장 취임 및 입학식(4학급 편성)
- 2014년 2월 12일 : 제1회 29명 졸업
- 2023년 9월 1일 : 제5대 곽지현 교장 취임
- 2024년 1월 5일 : 제11회 416명 졸업(누계 2041명)
- 2024년 3월 4일 : 제12회 입학식(383명)

## 참고 자료
- 은여울중학교 - 한국교육학술정보원 학교알리미